# دنیله گروتسو
دنیله گَروتسو زاده ۴ آگوست ۱۹۹۲، یک شمشیرباز اهل ایتالیا در اسلحه فلوره است. وی در المپیک تابستانی ۲۰۱۶ در ریودوژانیرو برزیل موفق به قهرمانی و بر گردن آویختن نشان طلای بخش انفرادی اسلحه فلوره گردید. برادر بزرگتر او انریکو گروتسو شمشیرباز اسلحه اپه است.